# Peter Archer (baron Archer de Sandwell)
Pour les articles homonymes, voir Peter Archer et Archer (homonymie).
Peter Kingsley Archer, baron Archer de Sandwell (20 novembre 1926 - 14 juin 2012), est un avocat britannique et homme politique du parti travailliste. Il est député de 1966 à 1992, date à laquelle il devient pair à vie. Entre 1974 et 1979, il est solliciteur général pour la juridiction d’Angleterre-et-Galles.

## Jeunesse et éducation
Archer est né à Wednesbury, Staffordshire le 20 novembre 1926. Il quitte l'école à 16 ans et devient commis au ministère de la Santé avant de passer quatre ans à travailler dans les mines de charbon dans le cadre du programme Bevin Boys. Il obtient des diplômes en philosophie et en droit à la London School of Economics et à l'University College de Londres et est admis au barreau de Gray's Inn en 1952.

## Carrière
Archer rejoint le Parti travailliste en 1947. Il est choisi en 1957 comme candidat pour le siège parlementaire de Hendon South, où il se présente sans succès en 1959 après avoir refusé de se présenter aux élections partielles de 1957 pour sa région natale de Wednesdaybury. Après s'être présenté à Brierley Hill en 1964, il est élu pour Rowley Regis and Tipton en 1966. Il est secrétaire parlementaire privé du procureur général Elwyn Jones (1967-1970) et en 1969, il est le représentant britannique au "troisième comité" des Nations Unies sur les droits de l'homme.
Alors que dans l'opposition, Archer est membre du All-Party Group for World Government (1970–1974), il est nommé Conseiller de la reine en 1971 et entre 1971 et 1974, il est président de la section britannique d'Amnesty International ; il est membre fondateur du Comité d'Amnesty International en 1961 .
Après des changements de limites pour l'élection de février 1974, Archer est élu pour Warley West. Dans le nouveau gouvernement travailliste, dirigé par Harold Wilson puis James Callaghan, il est nommé solliciteur général, poste qu'il occupe jusqu'en 1979 . Archer et son collègue le procureur général Samuel Silkin déclinent la chevalerie, habituellement décernée aux personnes nommées à ces postes. Il est admis au Conseil privé en 1977. Dans l'opposition, il est porte-parole pour les affaires juridiques (1979–1982), secrétaire fantôme au commerce (1982–1983) et secrétaire d'État fantôme pour l'Irlande du Nord (1983–1987) sous Neil Kinnock. Il est également nommé Recorder de la Cour de la Couronne en 1982. Il ne se représente pas en 1992 et est fait pair à vie en tant que baron Archer de Sandwell, de Sandwell dans le comté de West Midlands en 1992.
De 1992 à 1999, il est président du Council on Tribunals. À la Chambre des lords, en 1998, il propose avec succès un amendement au projet de loi sur la criminalité et les troubles qui abolit la peine de mort pour trahison. La même année, il est nommé président de l'Enemy Property Claims Assessment Panel, un fonds d'indemnisation pour les réclamations des familles de victimes de l'Holocauste dont les biens en Grande-Bretagne avaient été saisis. Il préside également une enquête indépendante qui débute en 2007 et rend compte en 2009 de la manière dont des personnes avaient reçu du sang contaminé.
Il est décrit comme étant un membre "extrêmement actif" de la Fabian Society, siégeant à leur comité exécutif entre 1974 et 1986 et comme président entre 1980 et 1981. De 1993 jusqu'à sa mort, il président d'honneur, et au cours de la même période est président de Uniting for Peace (anciennement la Campagne mondiale de désarmement) et de One World Trust.
Méthodiste, il épouse Margaret Smith en 1954 et ils ont un fils.

## Publications
- Peter Archer, The Queen's Courts, Harmondsworth, Penguin Books, 1956
- Peter Archer, Social Welfare and the Citizen, Harmondsworth, Penguin Books, 1957
- Peter Archer, Communism and the Law, London, The Bodley Head, 1963
- Peter Archer et William Hugh Mackay, Freedom at Stake, London, The Bodley Head, 1966
- Peter Archer, Human Rights, London, Fabian Society, 1969
- Peter Archer, Tribunals: a social court?, London, Fabian Society, 1973 (lire en ligne)
- Peter Archer, The Role of the Law Officers, London, Fabian Society, 1978